# 十勝毎日新聞
十勝毎日新聞（とかちまいにちしんぶん）は日本の新聞。北海道十勝管内中央部の帯広市に本社を置く十勝毎日新聞社が、帯広・十勝管内に向けて新聞（夕刊のみ）を発行している。愛称は勝毎（かちまい）。発行部数は73,863部（2022年6月現在、日本ABC協会調べ）。全国郷土紙連合加盟。

## 概要
帯広市を中心とした十勝管内では普及率が高く、同管内での発行部数と市場占有率では北海道内で7割のシェアを持つとされる北海道新聞を上回る。他紙と違い紙面に社説が存在しない。十勝地方の基幹産業である農業関連の記事が多い。題字の字紋にも地元の主要農産物であるアズキとテンサイ、サイロの絵柄が1962年（昭和37年）以来使われてきたが、創刊記念日の2009年（平成21年）9月27日付紙面からサイロの部分を牛に変更した。初代社長の林豊洲による創業以来、十勝毎日新聞社グループ各社は、十勝毎日新聞をはじめとした観光などさまざまな企業活動をしていることから、十勝管内の地域経済に強い影響を持っている。地元メディア、帯広シティーケーブル（OCTV）、エフエムおびひろ（FM-JAGA）（コミュニティ放送局）、並びに函館地区で発行する地方新聞函館新聞を傘下にもつ他、北海道ホテル、十勝川温泉の第一ホテル、一次産業を飲食から応援するダイニング十勝農園、森林造成事業として十勝千年の森なども運営している。毎年夏には勝毎花火大会を主催している。
夕刊のみの発刊のため夜間に輪転機を使用しない事から、朝日新聞（2008年3月開始、2018年1月終了）、読売新聞、聖教新聞など、直接競合しない他紙の受託印刷も実施している。なお、毎日新聞社とは一切資本関係は無い（これは、信濃毎日新聞など「－毎日」を名乗る各紙とも同様）。ちなみに2004年（平成16年）、2005年（平成17年）には毎日新聞社などと合同で世界ラリー選手権の「ラリージャパン」を主催していた。また、FM NORTH WAVEの第2位株主でもあり、当社代表取締役社長がNORTH WAVEの社外取締役を兼任している。かつては朝日新聞社と提携して、同新聞の有料電子版である朝日新聞デジタルのダブルコース（十勝毎日新聞の配達地域限定）の申し込みが可能であったが、2023年5月で終了した。
1995年（平成7年）10月より、記事に記者名を併記する署名記事を原則化した。テレビCMは全国規模のCMコンクールでの入賞も多い。

## 本社・支社・支局
- 本社：北海道帯広市東1条南8丁目2番地
  - 編集局、メディア局、広告局、事業局、販売局、総務局、社長室。
- 支社
  - 札幌、東京。
- 支局
  - 池田、新得、広尾、本別。

## 歴史
グループ企業を含めた歴史については社史を参照。
- 1919年（大正8年）9月：初代社長林豊洲が帯広新聞社を設立、11月から旬刊「帯広新聞」を創刊（十勝毎日新聞の前身）。
- 1920年（大正9年）4月：「十勝毎日新聞」と改題し日刊で発行。
- 1931年（昭和6年）9月：夕刊を発行。
- 1939年（昭和14年）6月：戦時中の新聞の統廃合令で旧北海タイムス社（戦後に存在した北海タイムスとは別の新聞）と合併。同社経営の「十勝毎日新聞」として発行。
- 1942年（昭和17年）10月：全道新聞統合で北海道新聞社発足、同社に包括される。
- 1946年（昭和21年）1月：終戦により復刊の前提として「週刊十勝毎日新聞」発刊。
- 1952年（昭和27年）7月：日刊紙になる。
- 1962年（昭和37年）1月：日本新聞協会加盟。
- 1969年（昭和44年）10月：創刊50周年を記念して新社屋建設。
- 1975年（昭和50年）10月：法人を株式会社へ移行。
- 1976年（昭和51年）
  - 1月：年間キャンペーン開始（第1回のテーマは「交通事故をなくそう」）。
  - 4月：CTS化（コールド・タイプ・システム）、オフセット高速輪転機を導入（その後1985年6月・1999年にも導入）。同時に印刷工場を建設し、7月1日に印刷開始。
- 1979年（昭和54年）3月：編集・校閲を電算システム化。写植印字で1行が15字から14字になる（日本の新聞界で最初の文字大型化）。
- 1984年（昭和59年）
  - 6月：聖教新聞の受託印刷開始。
  - 10月：電算写植機・電算校正機を導入し、大型文字を取り入れ1行13字に移行。
- 1985年（昭和60年）5月：地下1階地上7階建ての新社屋完成。日本ABC協会加盟。
- 1989年（平成元年）7月：時事通信社データ通信システム「JACS」を導入し、写植工程の効率化を図る。
- 1991年（平成3年）
  - 3月：記事入力を全面的にワープロ編集に切り替え。
  - 6月：紙齢2万号を達成する。
- 1995年（平成7年）10月：記事の原則署名制を実施。
- 1996年（平成8年）
  - 4月：函館の地場複合企業テーオー小笠原との合弁で「函館新聞」の発行表明。翌年1月1日より刊行開始。道東以外で初の系列紙発行であった。
  - 9月：ホームページ開設。
  - 11月：新聞の編集・制作を全面的にコンピューター化する電子編集システムであるCTSを導入。 （その後2004年6月に新CTSを導入）
- 1997年（平成9年）10月：アメリカの全国紙「USAトゥデイ」紙から配信を受け、記事掲載開始。
- 1998年（平成10年）7月：十勝初のフリーペーパー情報紙「Chai」（チャイ）を創刊。
- 1999年（平成11年）
  - 6月：独自の新コンピューター広告管理システム「新KAMUI（カムイ）」を導入。
  - 7月：読売新聞（北網版・道東版）の受託印刷を開始する。
- 2000年（平成12年）1月：創刊80周年を記念し、イメージキャラクター「ぴぴっとかちまい」を公募で決定。
- 2006年（平成18年）6月：新印刷工場の増築工事が完了。東京機械製作所の超高速オフセット印刷機「タワー型カラートップCT6200UD」を導入し、最大40ページ24個面カラー印刷体制を確立。
- 2007年（平成19年）7月：ISO14001認証取得。
- 2008年（平成20年）
  - 2月：印刷・発送部門を分社化して「かちまい印刷」設立。
  - 3月：朝日新聞（道東分）の受託印刷を開始する（読売・朝日の両紙を同一工場で印刷するのは全国初）。
  - 4月：文字を大型化。
- 2009年（平成21年）2月：一般公募で佳作に選出され朝刊に掲載された短編小説の一部が、向田邦子の作品の盗作だった事が発覚、紙面でお詫びを掲載した[8]。
- 2010年（平成22年） 電子版サービス開始。

## 番組表
当日夕方から夜間と翌日分と合せた1日半分の番組表を掲載している。テレビ北海道（TVh）が2011年11月に帯広送信所を開局し十勝管内の一部で放送を開始する以前から、帯広シティーケーブルテレビでの再配信が行われたことから番組表を載せていた（ただし、チャンネル表示は「OCTV26」=帯広シティーケーブルにおけるアナログ配信26チャンネルの意味で表示されていた）。TVhは士幌町・上士幌町・大樹町・足寄町・陸別町を除く十勝管内でアナログ放送を遠距離受信できる世帯があったが、デジタル放送においては物理チャンネルの重複（足寄・広尾両中継局でNHKデジタル教育テレビの物理チャンネルに札幌局のTVhデジタル放送と同じ14chを使用しているため）による事情から、アナログ放送視聴不可能だった5町に加え、中札内村・更別村・広尾町・本別町・浦幌町でも視聴不可能になっているほか、それ以外の十勝管内の市町村でも受信可能世帯が減少していた（市町村別の詳細は市町村別ロードマップを参照）。ただし、先述の通り、2011年11月に帯広送信所がデジタル新局として開局することが決まっており、10月24日に試験放送を開始したため、一部地域を除きデジタルでの難視聴が解消された。

## 放送展開
FM JAGAとHBCラジオの帯広・釧路局エリア向けに同時放送（主管はFM JAGA）で、毎週月曜 - 金曜の12:30 - 12:34の「かちまいヘッドラインニュース」の地域情報番組を提供。
元々十勝毎日新聞が出資するFM JAGAは、札幌テレビ放送ラジオ局（現在は分社化されSTVラジオ）の帯広放送局と提携した番組を生放送していたが、2020年9月に提携先を北海道放送に改め、十勝毎日新聞社との包括連携業務提携関係を結んだため、現在の形となった。
2022年9月より十勝毎日新聞社員がDJを務める「Feel TOKACHI」をFM NORTH WAVEとFM JAGAにて放送開始（FM NORTH WAVE 土曜 8:00 - 9:00（FMびゅーでも同時放送）、FM JAGA 土曜 16:00 - 17:00）。